# Rancagua (Buenos Aires)
Rancagua is een plaats in het Argentijnse bestuurlijke gebied Pergamino in de provincie Buenos Aires. De plaats telt 683 inwoners.